# Kostel svatých Neviňátek
Kostel svatých Neviňátek (tj. Église des Saints-Innocents) byl katolický farní kostel v Paříži. Kostel byl zbořen v roce 1786. Kostel byl zasvěcen judským dětem pobitým na rozkaz krále Heroda, ke kterým cítil král Ludvík VII. obzvláštní oddanost.

## Poloha
Kostel byl umístěn v severovýchodním rohu hřbitova Neviňátek na rohu ulic Rue Saint-Denis a Rue aux Fers v prostoru domů č. 43-45 na Rue Saint-Denis, tedy severovýchodní část dnešního Square des Innocents. Jeho průčelí s hlavním vchodem směřovalo na západ do vnitřku hřbitova. Vedlejší vstup byl z ulice Rue Saint-Denis.

## Historie
Počátky kostela nejsou zcela jasné. Existuje několik hypotéz:
- kostel vznikl rozšířením malé kaple v roce 1130,
- kostel byl postaven v roce 1158 k poctě dítěte jménem Richard, kterého židé údajně umučili v Pontoise, později byl kanonizován jako svatý Richard de Pontoise,
- tělo tohoto mučedníka bylo převezeno do Paříže do kostela neviňátek až v roce 1171 nebo 1179, a tedy již kostel musel existovat.

Kostel byl jistě přestavěn za vlády Filipa II. Augusta někdy po roce 1182, neboť král využil na stavební práce část peněz zabavených židům po jejich vyhnání z království a nechal zde pohřbít tělo svatého Richarda.
Ostatky sv. Richarda byly ve středověku ve velké úctě a bylo jim přisuzováno mnoho zázraků. Proto když Angličané ovládli Paříž (1420-1435), exhumovali tělo a odvezli jej do Anglie. V kostele zůstala pouze světcova hlava, která se zachovala až do zboření kostela v roce 1786.
V roce 1437 byly v kostele zakázány bohoslužby po hádce, která se zde odehrála, a kterou pařížský biskup Jacques du Chastelier považoval za znesvěcení. Na 22 dnů byly pozastaveny všechny náboženské obřady a kostel i hřbitov byly uzavřeny, dokud se účastníci sporu neusmířili.
Kostel vysvětil pařížský biskup Denis Dumoulin jako kostel svatých Neviňátek a svatého Petra dne 22. února 1446.
Kostel byl zbořen v roce 1786, když byl zrušen hřbitov a hroby.